# Dei verbum
A Dei verbum (dogmatikus konstitúció az isteni kinyilatkoztatásról) a második vatikáni zsinat dokumentuma, határozat, amelyet VI. Pál pápa 1965. november 18-án hirdetett ki. A zsinat egyik legfontosabb dokumentuma, sőt az egyik zsinati atya, Christopher Butler szerint a zsinat mondanivalójának alapja.
Az összegyűlt püspökök 2344 szavazattal fogadták el, hat szavazat ellenében.
A katolikus egyház hagyománya szerint kezdő szavai adják a dokumentum címét. A latin Dei verbum jelentése „az Isten igéje”. magyarul a dokumentum a következő mondattal kezdődik: „1. Isten igéjét vallásos tisztelettel hallgatva és bizalommal hirdetve a Szentséges Zsinat Szent János szavait követi: "... hirdetjük nektek az örök életet, mely az Atyánál volt és megjelent nekünk.”

## Tartalma
A zárójelben álló számok a fejezeteket jelölik.
Bevezetés (1)
1. A kinyilatkoztatás (2-6)
2. Az isteni kinyilatkoztatás továbbadása (7-10)
3. A Szentírás, isteni sugalmazottsága és magyarázata (11-13)
4. Az Ószövetség (14-16)
5. Az Újszövetség (17-20)
6. A Szentírás az Egyház életében (21-26)

## Külső hivatkozások
- Magyar nyelvű szövege
- Latin nyelvű szövege